# Martina Hingis
Martina Hingis (Košice, Slovačka, 30. rujna 1980.) umirovljena je švicarska tenisačica i bivši svjetski broj 1. Ime je dobila po jednoj od najvećih tenisačica u povijesti, Martini Navratilovoj. Poznata je pod nadimkom "Švicarska Miss". Među značajnijim rezultatima su joj 5 osvojenih Grand Slam turnira u singlu, 9 u paru i 1 u mješovitom paru.

## Karijera
Dobitirala je na ITF turniru u švicarskom Langenthalu i odmah osvojila turnir. Ujedno joj je to bio i jedini nastup te sezone.

Sljedeće godine ostvarila je svoju prvu WTA pobjedu na turniru u Zürichu. Iste godine probila se do četvrtfinala Filderstadta i Essena.

1995. godine upisala je i prve pobjede na Grand Slam turnirima. Na Australian Openu došla je do drugog kola, na Roland Garrosu do trećeg, a na US Opena do četvrtog kola.

1996. godinu počinje četvrtfinalom Australian Opena. Potom igra finale Rima (do finala pobijedila prvu igračicu svijeta, Steffi Graf). Iste godine postaje najmlađa Wimbledonska pobjednica. Osvojila je titulu u paru sa Sukovom. Na istom turniru izgubila je u 4. kolu od Graf. Nakon što je igrala 4. kolo US Opena, probija se u Top 10 na WTAlisti. Do kraja godine osvaja Filderstadt (3 pobjede nad Top 10 igračicama) i Oakland, Kalifornija (pobjeda nad Seleš u finalu sa 6:2 6:0). Plasirala se na završni Masters sezone na kojem je izgubila u finalu od Graf.

1997. godinu počela je s omjerom pobjeda i poraza 37-0. Osvojila je 3 od 4 Grand Slam turnira te godine: Australian Open, Wimbledon i US Open i igrala je finale Roland Garrosa gdje je izgubila od Hrvatice Ive Majoli. Osim tih naslova osvojila je turnire u Sydneyu, Tokiu [Pan Pacific], Parizu (Indoors), Miamiju, Hilton Headu, Stanfordu, San Diegu, Filderstadtu i Philadelphiji. Podjednako je uspješna i u igri parova, pa je došla do naslova u: Australian Openu (sa Zverevom), Parizu (Indoors), Leipzigu (oba s Novotnom), Hilton Headu (s Mary Joe Fernandez), Stanfordu (s Davenport), San Diegu, Filderstadtu, Zürichu (sa Sanchez-Vicario).

1998. osvaja sva četiri Grand Slam turnira u igri parova. Australian Open s Mirjanom Lučić, a ostala tri u paru s Novotnom. Tomu pridodaje još 5 osvojenih turnira u singlu, uključujući i obranu naslova u Australiji.

1999. godine osvaja 7 turnira, a igrala je još 6 finala. Treću godinu za redom osvaja Australian Open. Igrala je i finale završnog Mastersa (izgubila od Davenport), ali ga osvaja u paru s Kurnjikovom.

2000. godine na 18 od 20 turnira je igrala najmanje u finalu. Imala je omjer sezone 77-10, što je 20 pobjeda više nego itko do tada. Igrala je 13 finala, a pobjede je zabilježila u Tokiju (Pan Pacific), Miamiju, Hamburgu, Hertogenboschu, Montrealu, Filderstadtu, Zürichu, Moskvi i završnom Mastersu sezone.

2001. godine osvaja Sydney, Dohu i Dubai. Postala je i prva igračica koja je pobijedila obje sestre Williams na nekom Grand Slamu (Australian Open). Serenuje dobila u četvrtfinalu, a Venus u polufinalu. Sa 179. tjednom koji je provela kao 1. igračica svijeta prestiže Seleš na listi svih vremena. Zbog operacije gležnja u listopadu, propušta ostatak sezone, uključujući i zavšni masters gdje je trebala braniti naslove u singlu i parovima. Na prvom mjestu na WTA listi je pretječe Capriati.

Početkom 2002. godine, uspješan oporavak od operacije gležnja potvrđuje osvajanjem Sydneya, gdje je u polufinalu pobijedila Clijsters za svoju 500. pobjedu na turnirima. Do 20. svibnja kada je opet ošla na operaciju gležnja osvojila je još turnir u Tokiu (pan Pacific).  Nakon operacije nije igrala do Montreala, poslije kojeg je odigrala još 6 turnira bez osvojenog naslova. Ponovo joj se obnavlja ozljeda gležnja, pa propušta ostatak sezone. 14. listopada po prvi puta nakon 6. listopada ispada iz Top 10 (11. mjesto).

Zbog velikih bolova u gležnju ostavlja se tenisa kojemu se vraća od 2006. godine.

Povratak je najavila u Gold Coastu gdje je igrala polufinale i Australian Openu gdje je igrala četvrtfinale. Dobru igru okrunila je naslovima u Rimu i Kolkati i osvajanjem Australian Opena u igri mješovitih parova s Indijcem Bhupathijem.

2007. godinu počela je odlično. Prvo je igrala finale Gold Coasta gdje je u izgubila od Ruskinje Dinare Safine. Potom je dobru igru prikazala na Australian Openu, gdje je došla do četvrtfinala i izgubila od Kim Clijsters. Prvi turnir u 2007. osvaja u Tokiu, na turniru Pan Pacific gdje je u finalu slavila protiv Srpkinje Ane Ivanović.

## Osvojeni turniri

### Pojedinačno
| Legenda (pojedinačno)     |
| Tier I (16)               |
| Tier II (15)              |
| Tier III (4)              |
| Tier IV (0)               |
| Grand Slam Titule (5)     |
| WTA Tour Championship (2) |
| ITF Circuit (2)           |

| Br. | Datum       | Turnir                                 | Protivnica u finalu     | Rezultat              |
| 1.  | 24.10.1993. | Langenthal, Švicarska                  | Sophie Georges          | 2-6, 7-5, 7-6(4)      |
| 2.  | 10.03.1996. | Prostejov, Češka                       | Barbara Paulus          | 6-1, 6-4              |
| 3.  | 13.10.1996. | Filderstadt, Njemačka                  | Anke Huber              | 6-2, 3-6, 6-3         |
| 4.  | 10.11.1996. | Oakland, Kalifornija, SAD              | Monika Seleš            | 6-2, 6-0              |
| 5.  | 12.01.1997. | Sydney, Australija                     | Jennifer Capriati       | 6-1, 5-7, 6-1         |
| 6.  | 26.01.1997. | Australian Open, Melbourne, Australija | Mary Pierce             | 6-2, 6-2              |
| 7.  | 02.02.1997. | Tokio (Pan Pacific), Japan             | Steffi Graf             | predaja               |
| 8.  | 16.02.1997. | Pariz, Francuska                       | Anke Huber              | 6-3, 3-6, 6-3         |
| 9.  | 30.03.1997. | Key Biscayne, SAD                      | Monika Seleš            | 6-2, 6-1              |
| 10. | 06.04.1997. | Hilton Head, SAD                       | Monika Seleš            | 3-6, 6-3, 7-6(5)      |
| 11. | 06.07.1997. | Wimbledon, Engleska                    | Jana Novotna            | 2-6, 6-3, 6-3         |
| 12. | 27.07.1997. | Stanford, SAD                          | Conchita Martínez       | 6-0, 6-2              |
| 13. | 03.08.1997. | San Diego, SAD                         | Monika Seleš            | 7-6(4), 6-4           |
| 14. | 07.09.1997. | US Open, SAD                           | Venus Williams          | 6-0, 6-4              |
| 15. | 12.10.1997. | Filderstadt, Njemačka                  | Lisa Raymond            | 6-2, 6-4              |
| 16. | 16.11.1997. | Philadelphia, SAD                      | Lindsay Davenport       | 7-5, 6-7(7), 7-6(4)   |
| 17. | 01.02.1998. | Australian Open, Australija            | Conchita Martínez       | 6-3, 6-3              |
| 18. | 15.03.1998. | Indian Wells, SAD                      | Lindsay Davenport       | 6-3, 6-4              |
| 19. | 04.05.1998. | Hamburg, Njemačka                      | Jana Novotna            | 6-3, 7-5              |
| 20. | 17.05.1998. | Rim, Italija                           | Venus Williams          | 6-3, 2-6, 6-3         |
| 21. | 22.11.1998. | WTA Tour Championships, New York, SAD  | Lindsay Davenport       | 7-5, 4-6, 6-4, 6-2    |
| 22. | 31.01.1999. | Australian Open, Australija            | Amelie Mauresmo         | 6-2, 6-3              |
| 23. | 07.02.1999. | Tokio (Pan Pacific), Japan             | Amanda Coetzer          | 6-2, 6-1              |
| 24. | 04.04.1999. | Hilton Head, SAD                       | Ana Kurnjikova          | 6-4, 6-3              |
| 25. | 16.05.1999. | Berlin, Njemačka                       | Julie Halard-Decugis    | 6-0, 6-1              |
| 26. | 08.08.1999. | San Diego, SAD                         | Venus Williams          | 6-4, 6-0              |
| 27. | 22.08.1999. | Toronto, Kanada                        | Monika Seleš            | 6-4, 6-4              |
| 28. | 10.10.1999. | Filderstadt, Njemačka                  | Mary Pierce             | 6-4, 6-1              |
| 29. | 06.02.2000. | Tokio (Pan Pacific), Japan             | Sandrine Testud         | 6-3, 7-5              |
| 30. | 02.04.2000. | Key Biscayne, SAD                      | Lindsay Davenport       | 6-3, 6-2              |
| 31. | 07.05.2000. | Hamburg, Njemačka                      | Arantxa Sánchez Vicario | 6-3, 6-3              |
| 32. | 25.06.2000. | Hertogenbosch, Nizozemska              | Ruxandra Dragomir       | 6-2, 3-0 predaja      |
| 33. | 20.08.2000. | Montreal, Kanada                       | Serena Williams         | 0-6, 6-3, 3-0 predaja |
| 34. | 08.10.2000. | Filderstadt, Njemačka                  | Kim Clijsters           | 6-0, 6-3              |
| 35. | 15.10.2000. | Zürich, Švicarska                      | Lindsay Davenport       | 6-4, 4-6, 7-5         |
| 36. | 29.10.2000. | Moskva, Rusija                         | Ana Kurnjikova          | 6-3, 6-1              |
| 37. | 19.11.2000. | WTA Tour Championships, New York, SAD  | Monika Seleš            | 6-7(5), 6-4, 6-4      |
| 38. | 08.01.2001. | Sydney, Australija                     | Lindsay Davenport       | 6-3, 4-6, 7-5         |
| 39. | 18.02.2001. | Doha, Katar                            | Sandrine Testud         | 6-3, 6-2              |
| 40. | 25.02.2001. | Dubai, Ujedinjeni Arapski Emirati      | Nathalie Tauziat        | 6-4, 6-4              |
| 41. | 13.01.2002. | Sydney, Australija                     | Meghann Shaughnessy     | 6-2, 6-3              |
| 42. | 03.02.2002. | Tokio (Pan Pacific), Japan             | Monika Seleš            | 7-6(6), 4-6, 6-3      |
| 43. | 21.05.2006. | Rim, Italija                           | Dinara Safina           | 6-2, 7-5              |
| 44. | 24.09.2006. | Kolkata, Indija                        | Olga Pučkova            | 6-0, 6-4              |
| 45. | 07.02.2007. | Tokio (Pan Pacific), Japan             | Ana Ivanović            | 6-4, 6-2              |

### Parovi
| Legenda (parovi)          |
| Tier I (13)               |
| Tier II (12)              |
| Tier III (0)              |
| Tier IV (0)               |
| Grand Slam titule (9)     |
| WTA Tour Championship (2) |
| ITF Circuit (1)           |

| Br. | Datum       | Turnir                      | Partnerica                          | Protivnice u finalu                                              | Rezultat      |
| 1.  | 05.03.1995. | Prostejov, Češka            | Petra Langrova, Češka               | Eva Melicharova, Češka Kathar Teodorowicz, Poljska               | 7-6, 6-2      |
| 2.  | 07.05.1995. | Hamburg, Njemačka           | Gigi Fernandez, SAD                 | Conchita Martinez, Španjolska Patricia Tarabini, Argentina       | 6-2, 6-3      |
| 3.  | 07.07.1996. | Wimbledon, Engleska         | Helena Sukova, Češka                | Meredith McGrath, SAD Larisa Neiland, Latvija                    | 5-7, 7-5, 6-1 |
| 4.  | 20.10.1996. | Zürich, Švicarska           | Helena Sukova, Češka                | Nicole Arendt, SAD Nataša Zvereva, Bjelorusija                   | 7-5, 6-4      |
| 5.  | 26.01.1997. | Australian Open, Australija | Nataša Zvereva, Bjelorusija         | Lindsay Davenport, SAD Lisa Raymond, SAD                         | 6-2, 6-2      |
| 6.  | 16.02.1997. | Pariz, Francuska            | Helena Sukova, Češka                | Alexandra Fusai, Francuska Rita Grande, Italija                  | 6-3, 6-0      |
| 7.  | 06.04.1997. | Hilton Head, SAD            | Mary Joe Fernandez, SAD             | Lindsay Davenport, SAD Jana Novotna, Češka                       | 7-5, 4-6, 6-1 |
| 8.  | 27.07.1997. | Stanford, SAD               | Lindsay Davenport, SAD              | Conchita Martinez, Španjolska Patricia Tarabini, Argentina       | 6-1, 6-3      |
| 9.  | 03.08.1997. | San Diego, SAD              | Arantxa Sanchez-Vicario, Španjolska | Amy Frazier, SAD Kimberly Po, SAD                                | 6-3, 7-5      |
| 10. | 28.09.1997. | Leipzig, Njemačka           | Jana Novotna, Češka                 | Yayuk Basuki, Indonezija Helena Sukova, Češka                    | 6-2, 6-2      |
| 11. | 12.10.1997. | Filderstadt, Njemačka       | Arantxa Sanchez-Vicario, Španjolska | Lindsay Davenport, SAD Jana Novotna, Češka                       | 7-6, 3-6, 7-6 |
| 12. | 19.10.1997. | Zürich, Švicarska           | Arantxa Sanchez-Vicario, Španjolska | Larisa Neiland, Latvija Helena Sukova, Češka                     | 4-6, 6-4, 6-1 |
| 13. | 18.01.1998. | Sydney, Australija          | Helena Sukova, Češka                | Katrina Adams, SAD Meredith McGrath, SAD                         | 6-1, 6-2      |
| 14. | 01.02.1998. | Australian Open, Australija | Mirjana Lučić, Hrvatska             | Lindsay Davenport, SAD Nataša Zvereva, Bjelorusija               | 6-4, 2-6, 6-3 |
| 15. | 08.02.1998. | Tokio, Japan                | Mirjana Lučić, Hrvatska             | Lindsay Davenport, SAD Natasha Zvereva, Bjelorusija              | 7-5, 6-4      |
| 16. | 29.03.1998. | Miami, SAD                  | Jana Novotna, Češka                 | Arantxa Sanchez-Vicario, Španjolska Natasha Zvereva, Bjelorusija | 6-2, 3-6, 6-3 |
| 17. | 07.06.1998. | Roland Garros, Francuska    | Jana Novotna, Češka                 | Lindsay Davenport, SAD Nataša Zvereva, Bjelorusija               | 6-1, 7-6      |
| 18. | 05.07.1998. | Wimbledon, Engleska         | Jana Novotna                        | Lindsay Davenport, SAD Nataša Zvereva, Bjelorusija               | 6-3, 3-6, 8-6 |
| 19. | 16.08.1998. | Los Angeles, SAD            | Helena Sukova, Češka                | Tamarine Tanasugarn, Tajland Elena Tatarkova, Ukrajina           | 6-4, 6-2      |
| 20. | 23.08.1998. | Montreal, Kanada            | Jana Novotna, Češka                 | Yayuk Basuki, Indonezija Caroline Vis, Nizozemska                | 6-3, 6-4      |
| 21. | 13.09.1998. | US Open, SAD                | Jana Novotna, Češka                 | Lindsay Davenport, SAD Nataša Zvereva, Bjelorusija               | 6-3, 6-3      |
| 22. | 31.01.1999. | Australian Open, Australija | Ana Kurnjikova, Rusija              | Lindsay Davenport, SAD Nataša Zvereva, Bjelorusija               | 7-5, 6-3      |
| 23. | 14.03.1999. | Indian Wells, SAD           | Ana Kurnjikova, Rusija              | Mary Joe Fernandez, SAD Jana Novotna, Češka                      | 6-2, 6-2      |
| 24. | 28.03.1999. | Miami, SAD                  | Jana Novotna, Češka                 | Mary Joe Fernandez, SAD Monika Seleš, SAD                        | 6-0, 4-6, 7-6 |
| 25. | 09.05.1999. | Rim, Italija                | Ana Kurnjikova, Rusija              | Alexandra Fusai, Francuska Nathalie Tauziat, Francuska           | 6-2, 6-2      |
| 26. | 20.06.1999. | Eastbourne, Engleska        | Ana Kurnjikova, Rusija              | Jana Novotna, Češka Nataa Zvereva, Bjelorusija                   | 6-4, predaja  |
| 27. | 21.11.1999. | New York, SAD               | Ana Kurnjikova                      | Arantxa Sanchez-Vicario, Španjolska Larisa Neiland, Latvija      | 6-4, 6-4      |
| 28. | 06.02.2000. | Tokio, Japan                | Mary Pierce, Francuska              | Alexandra Fusai, Francuska Nathalie Tauziat, Francuska           | 6-4, 6-1      |
| 29. | 11.06.2000. | Roland Garros, Francuska    | Mary Pierce, Francuska              | Virginia Ruano Pascual, Španjolska Paola Suarez, Argentina       | 6-2, 6-4      |
| 30. | 20.08.2000. | Montreal, Kanada            | Nathalie Tauziat, Francuska         | Julie Halard-Decugis, Francuska Ai Sugiyama, Japan               | 6-3, 3-6, 6-4 |
| 31. | 08.10.2000. | Filderstadt, Njemačka       | Ana Kurnjikova, Rusija              | Arantxa Sanchez-Vicario, Španjolska Barbara Schett, Austrija     | 6-4, 6-2      |
| 32. | 15.10.2000. | Zürich, Švicarska           | Ana Kurnjikova, Rusija              | Kimberly Po, SAD Anne-Gaëlle Sidot, Francuska                    | 6-3, 6-4      |
| 33. | 12.11.2000. | Philadelphia, SAD           | Ana Kurnjikova, Rusija              | Lisa Raymond, SAD Rennae Stubbs, Australija                      | 6-2, 7-5      |
| 34. | 19.11.2000. | New York, SAD               | Ana Kurnjikova, Rusija              | Nicole Arendt, SAD Manon Bollegraf, Nizozemska                   | 6-2, 6-3      |
| 35. | 07.10.2001. | Moskva, Rusija              | Ana Kurnjikova, Rusija              | Jelena Dementijeva, Rusija Lina Krasnoroutskaja, Rusija          | 7-6, 6-3      |
| 36. | 27.01.2002. | Australian Open, Australija | Ana Kurnijkova, Rusija              | Daniela Hantuchova, Slovačka Arantxa Sanchez-Vicario, Španjolska | 6-2, 6-7, 6-1 |
| 37. | 05.05.2000. | Hamburg, Njemačka           | Barbara Schett, Austrija            | Daniela Hantuchova, Slovačka Arantxa Sanchez-Vicario, Španjolska | 6-1, 6-1      |

## Grand Slam finala

### Osvojila (5)
| Godina | Grand Slam          | Protivnica                    | Rezultat      |
| 1997.  | Australian Open     | Mary Pierce, Francuska        | 6-2, 6-2      |
| 1997.  | Wimbledon           | Jana Novotna, Češka           | 2-6, 6-3, 6-3 |
| 1997.  | US Open             | Venus Williams, SAD           | 6-0, 6-4      |
| 1998.  | Australian Open (2) | Conchita Martinez, Španjolska | 6-3, 6-3      |
| 1999.  | Australian Open (3) | Amelie Mauresmo, Francuska    | 6-2, 6-3      |

### Izgubila(7)
| Godina | Grand Slam          | Protivnica             | Rezultat      |
| 1997.  | Roland Garros       | Iva Majoli, Hrvatska   | 6-4, 6-2      |
| 1998.  | US Open             | Lindsay Davenport, SAD | 6-3, 7-5      |
| 1999.  | Roland Garros (2)   | Steffi Graf, Njemačka  | 4-6, 7-5, 6-2 |
| 1999.  | US Open (2)         | Serena Williams, SAD   | 6-3, 7-6      |
| 2000.  | Australian Open     | Lindsay Davenport, SAD | 6-1, 7-5      |
| 2001.  | Australian Open (2) | Jennifer Capriati, SAD | 6-4, 6-3      |
| 2002.  | Australian Open (3) | Jennifer Capriati, SAD | 4-6, 7-6, 6-2 |

## Značajniji mečevi
- 1996. Četvrtfinale Italian Opena - pobjeda nad Steffi Graf 2:6, 6:2, 6:3
- 1996. Finale Chase Championshipa - izgubila od Steffi Graf 6:3, 4:6, 6:0, 4:6, 6:0; jedini WTA turnir na kojem se finale igra na tri dobivena seta. Ušla je na turnir kao 7. igračica svijeta, a otišla kao 4.
- 1997. Finale Roland Garrosa - Izgubila od Ive Majoli 6:4, 6:2 čime je prekinula niz od 37 pobjeda i doživjela prvi poraz u godini. Ovo je ujedno bio i jedini Grand Slam koji nije osvojila u toj godini.
- 1997. Finale US Opena - Pobijedila je Venus Williams 6:0, 6:4
- 1997. Finale Philadelphije - Pobijedila Lindsay Davenport 7:5, 6:7(7), 7:6(4)
- 1998. Finale Chase Championshipa - Pobijedila Davenport 7:5, 6:4, 4:6, 6:2. Hingis osvaja svoji 5 titulu sezone, a Davenport završava sezonu kao broj 1. Ukupno njih dvije su osvojile 11 pojedinačnih turnira te godine.
- 1999. Finale Roland Garrosa - Izgubila od Steffi Graf 4:6, 7:5, 6:2. Graf osvaja turnir na kojem je pobijedila prve tri igračice svijeta.
- 1999. Prvo kolo Wimbledona - Gubi od kvalifikantice Jelene Dokić iz Australije u prvom kolu sa 6:2, 6:0 što je jedno od većih iznenađenja u 113 godina postojanja Wimbledona. Time prekida i niz od 11 nastupa na Grand Slamu u kojem je došla najmanje do polufinala.
- 1999. Grand Slam Cup - Izgubila od Venus Williams 6:2, 6:7(6), 9:7 u meču u kojem je William zabila 18 aseva, a Hingis nijedan.
- 2000. Finale Australian Opena - Izgubila od Davenport 6:1, 7:5
- 2001. Četvrtfinale Australian Opena - Pobijedila Serenu Williams 6:2, 3:6, 8:6; zatim i stariju sestru Venus u polufinalu 6:1, 6:1 čime postaje prva igračica koja je pobijedila obje sestre Williams na nekom od Grand Slam turnira.
- 2002. Finale Australian Opena- Izgubila od Capriati 4:6, 7:6(7), 6:2. Izgubila je meč iako je imala 4:0 u drugom setu i 4 meč lopte
- 2006 Četvrtfinale Australian Opena - Izgubila od Kim Clijsters 6:3, 2:6, 6:4 u sezoni u kojoj se vraća profesionalnom tenisu nakon nekoliko godina stanke.
- 2006. Polufinale Pan Pacifica - Pobijedila Mariju Šarapovu 6:3, 6:1. To joj je bila prva pobjeda nad nekom Top 5 igračicom od njenog povratka u tenis.
- 2006. Polufinale Italian Opena - Pobijedila Venus Williams 0:6, 6:3, 6:3. Njena 500. pobjeda u karijeri.

## Vanjske poveznice
- WTA profil  Arhivirana inačica izvorne stranice od 3. siječnja 2007. (Wayback Machine)